# Erik Bergvall
Erik Bergvall (ur. 7 kwietnia 1880 w Västerfärnebo, zm. 4 lutego 1950 w Sztokholmie) – szwedzki waterpolista, medalista igrzysk olimpijskich.

## Życiorys
Wraz z drużyną zdobył brązowy medal olimpijski w turnieju piłki wodnej podczas Igrzysk Olimpijskich 1908 w Londynie. Reprezentował sztokholmski klub sportowy Stockholms KK.
Był jednym z założycieli Światowej Federacji Pływackiej, a w latach 1924–1928 był jej prezydentem.